# 그, 그녀에게 버림받다
《그, 그녀에게 버림받다》는 2000년 4월 28일에 MBC에서 방영한 베스트극장이다.

## 줄거리
당당하게 바람을 피우고도 아내에게 떳떳이 이혼을 요구했던 한 남자가 오히려 아내에게 버림받는 과정을 그린 이야기다.
병선은 결혼 3년 동안 속옷 대리점을 운영하며 성공하며 6개월마다 여자를 바꿔서 바람을 피우는데, 오늘도 애인 여진과 호텔에서 밀회를 즐긴다. 하지만 여진은 다른 여자들과 달리 좀처럼 마음을 주지 않는다. 어느날 애를 태우고 있던 여진이 부인과 이혼할 수 있느냐는 묻는다.

## 등장 인물

### 주요 인물
- 김정균 : 병선 역
- 김혜선 : 수정 역
- 설수진 : 정여진 역
- 견미리 : 예진과 성진 역 - 수정의 아는 언니
- 김명수 : 대길 역 - 병선의 친구

### 그 외 인물
- 문회원
- 표은정
- 이정규
- 김세민
- 송일국 : 병선의 친구 역
- 김나영
- 김아영
- 이승아
- 염현희
- 신성희
- 이세영 : 예진 역
- 김영찬 : 성진 역